# TTV Valkenswaard
 TTV Valkenswaard is een Nederlandse tafeltennisvereniging uit Valkenswaard die in 1962 werd opgericht. 

## Geschiedenis
In 1962 werd de club opgericht als TTV Lugano en in 1966 werd er gefuseerd met TTV Bergeijk en werd de nieuwe naam TTV Reflex. Na de verhuizing naar het Dennenberg-complex in 1967 werd de naam veranderd in TTV Dennenberg. In 1976 verhuisde de club naar een sporthal in de Amundsenstraat en in 1977 werd Nikon als sponsor aangetrokken, hierdoor werd de naam gewijzigd in TTV Nikon Valkenswaard. Hierna begon de succesvolste periode van de club op sportief gebied. Na meerdere promoties debuteerde het herenteam in 1982 in de eredivisie. In 1985 verhuisde de club naar het Valkencourt-complex en werd de nieuwe naam 'TTV Valkencourt'. In 1986 werd het herenteam landskampioen in de eredivisie. Het jaar erop speelde het herenteam in de Europacup, waarin het in de halve finale werd uitgeschakeld door de Poolse kampioen Gdansk, na een 5-3 nederlaag. Na afloop van het seizoen 1986/87 heeft Valkencourt geen sponsors meer en trok zich daarom vrijwillig terug uit de eredivisie. In 2022 werd het 60-jarig bestaan van de club gevierd.

## Erelijst
- Landskampioen: 1986